# Skwirzowa
Skwirzowa – wieś w Polsce, położona w województwie świętokrzyskim, w powiecie sandomierskim, w gminie Łoniów.
| SIMC    | Nazwa          | Rodzaj    |
| ------- | -------------- | --------- |
| 0798140 | Skwirzowa-Młyn | część wsi |

W latach 1975–1998 miejscowość administracyjnie należała do województwa tarnobrzeskiego.
W miejscowości znajduje się Dom Pomocy Społecznej Sadyba.